# Witches of Warboys
Witches of Warboys är det traditionella namnet på de åtalade i en häxprocess som ägde rum i Warboys i Huntingdonshire i England mellan november 1589 och 1593. 
Alice Samuel, och hennes make och dotter John Samuel och Agnes Samuel åtalades åtalades för att ha förhäxat godsägaren Robert Throckmortons döttrar och pigor, och åsamkat dem sjukdom och anfall med hjälp av trolldom. Alice Samuel anklagades också för att ha förhäxat lady Cromwell till döds. 
Familjen dömdes skyldiga och avrättades alla tre för häxeri genom hängning. 
Witches of Warboys var den i särklass mest berömda häxprocessen i England under 1500-talet, och blev vida omskriven redan under sin samtid. Den gjorde intryck på den samtida engelska överklassen och ska ha influerat den strängare häxlagen som infördes elva år senare och blev känd som Witchcraft Act of 1604.